# Czchów (gemeente)
De gemeente Czchów is een stad- en landgemeente in het Poolse woiwodschap Klein-Polen, in powiat Brzeski (Klein-Polen).
De zetel van de gemeente is in Czchów.
Op 30 juni 2004 telde de gemeente 9164 inwoners.

## Oppervlakte gegevens
In 2002 bedroeg de totale oppervlakte van gemeente Czchów 66,47 km², waarvan:
- agrarisch gebied: 62%
- bossen: 26%

De gemeente beslaat 11,27% van de totale oppervlakte van de powiat.

## Demografie
Stand op 30 juni 2004:
| Omschrijving                   | Totaal | Totaal | Vrouwen | Vrouwen | Mannen | Mannen |
| ------------------------------ | ------ | ------ | ------- | ------- | ------ | ------ |
| eenheid                        | aantal | %      | aantal  | %       | aantal | %      |
| inwoners                       | 9164   | 100    | 4596    | 50,2    | 4568   | 49,8   |
| bevolkingsdichtheid (inw./km²) | 137,9  | 137,9  | 69,1    | 69,1    | 68,7   | 68,7   |

In 2002 bedroeg het gemiddelde inkomen per inwoner 1541,53 zł.

## Administratieve plaatsen (sołectwo)
Będzieszyna, Biskupice Melsztyńskie, Domosławice, Jurków, Piaski-Drużków, Tworkowa, Tymowa, Wytrzyszczka, Złota.

## Aangrenzende gemeenten
Dębno, Gnojnik, Gródek nad Dunajcem, Iwkowa, Lipnica Murowana, Łososina Dolna, Zakliczyn